# Ghaziabad
För andra betydelser, se Ghaziabad (olika betydelser).

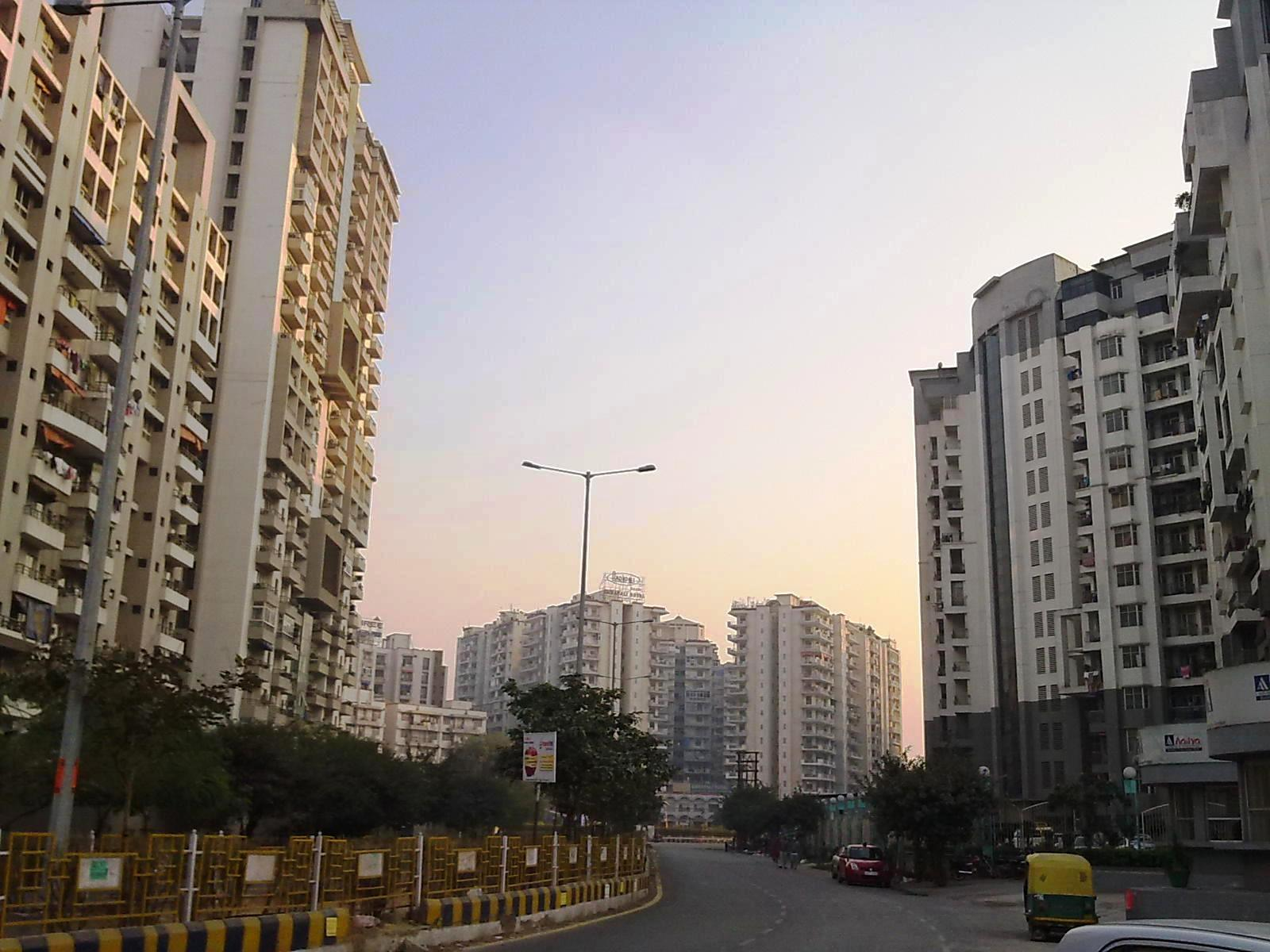
Bostadsområde i Ghaziabad.

Ghaziabad är en stad i den indiska delstaten Uttar Pradesh, och är den administrativa huvudorten för distriktet Ghaziabad. Den är belägen strax öster om Delhi och hade 1 648 643 invånare vid folkräkningen 2011 vilket gör den till delstatens fjärde största stad. Hela Ghaziabadområdet (som de facto är förorter till Delhi, men vid folkräkningar räknas som ett separat storstadsområde) hade 2 375 820 invånare 2011, inklusive bland annat Loni och Khora.